# Pokrajinski muzej Maribor
Pokrajinski muzej Maribor je splošni muzej, ki se ukvarja z zbiranjem, varovanjem, ohranjanjem, raziskovanjem, razstavljanjem in populariziranjem premične kulturne dediščine s področja arheologije, etnologije in širše kulturne zgodovine na prostoru širše mariborske regije. Muzej se je s svojimi zbirkami leta 1938 naselil v mariborski mestni grad v središče mesta.

## Zgodovina

### Zgodovina gradu
Začetki njegove gradnje segajo v leto 1476. Renesančna bastija iz 16. stoletja je danes sestavni del gradu. Številne prezidave so ga spremenile v plemiško bivalno arhitekturo: v obdobju 1655–1675 so prizidali loretansko kapelo, leta 1680 pa uredili slavnostno dvorano in ji okoli leta 1750 prizidali eno najlepših stopnišč v Sloveniji. Z nadzidavo bastije so pridobili dodatne bivalne prostore, s pokritjem obrambne ploščadi pred gradom pa uredili pokrito sprehajališče. Plemiške družine Khisl, Rosenberg in Brandis-Trautmannsdorf so grad spremenile v današnjo podobo. V 19. stoletju, ko je prešel iz plemiške v meščansko posest, je precej izgubil – z ureditvijo Grajske ulice je bil grajski kompleks presekan in zahodna polovica uničena. 

### Zgodovina muzeja
Muzej je bil ustanovljen leta 1903. Njegove zbirke so takrat zajemale tri posebne sklope. Najstarejšo zbirko sakralne umetnosti, ki jo je hranil Škofijski muzej, ustanovljen leta 1896. Zbirko Muzejsko društvo, ustanovljenega leta 1902, ki je bila že leto zatem ponujena na ogled javnosti. Zgodovinsko društvo za Slovensko Štajersko, ustanovljeno leta 1903, pa je svoje zbirke odprlo za javnost leta 1909 v prostorih Narodnega doma.

## Stalna muzejska razstava

### Začetki
Razstava prikazuje začetke muzeja v Mariboru in njegov razvoj v stavbo Pokrajinskega muzeja Maribor od leta 1896 do leta 2003. Je v prostoru, kjer so ohranjene freske Mateja Sternena leta 1940, ki jih je naslikal za restavracijo Grajska klet. Rekonstruiran je košček prve muzejske razstave iz leta 1903, muzejske zbirke pa so predstavljene kot temelj muzejskega dela. V njih zbrana dediščina razlaga muzej kot bazo podatkov o kulturnozgodovinski identiteti prostora in posameznika. Vpetost mariborskega muzejstva v obči razvoj muzejev je prikazana na časovnem traku, kjer so zabeleženi izbrani dogodki v zgodovini muzejstva.

### Prvi dotik
Arheološka razstava Prvi dotik zajema okrog 1000 izbranih predmetov iz različnih materialov priča o gostoti poselitve in bivanjski kulturi, načinu življenja in pokopnih običajih, materialni in duhovni kulturi ter socialnih in ekonomskih razmerah v času od mlajše kamene dobe do zgodnjega srednjega veka. Makete rekonstruiranih bivališč ponujajo vpogled v način življenja skozi različna obdobja. Stičišča vzporejajo dogajanja in najdbe našega prostora s širšim slovenskim in svetovnim prostorom. 

### Med bliščem in bedo
Razstava niza posamezne strukture in pojave iz obdobja od srednjega veka do začetka 18. stoletja v Mariboru in okolici (trgovanje, obrambo, vero, kugo, požare, mestno oblast, obrti). Razen muzealij jih pojasnjujejo makete, rekonstruirana sta ambienta dimnice in gostilne. Razstava je v pritličju bastije, mestnega obrambnega stolpa iz sredine 16. stoletja, zgrajenega pod vodstvom arhitekta Domenica dell'Allia. Prikazano je protiturško obrambno utrjevanje na Štajerskem in v Slavoniji pod vodstvom omenjenega arhitekta, razstavljeno pa je tudi starejše orožje iz muzejske zbirke.

### Ars pharmaceutica– umetnost lekarništva
Razstava prikazuje rekonstrukcijo historične lekarne s konca 19. stoletja. Predstavljeni so prodajni prostor lekarne (oficina) z originalnimi lekarniškimi omarami in stojnicami ter recepturno mizo, lekarniški laboratorij z opremo za izdelavo zdravil in materiala (skladišče za surovine). Izpostavljeni so predmeti iz nekdanjih samostanskih lekarn v Olimju in Slovenski Bistrici ter iz nekdanjih štajerskih mestnih lekarn. Razstavljena je tudi lekarniška knjiga s konca 16. stoletja. Na ogled, voh in dotik pa so rastlinske droge.

## Zbirke
Arheološka zbirka
Najdbe iz Podravja so bile pridobljene z izkopavanji, darili in nakupi. Zbirka zajema kamnito orodje in keramiko iz mlajše kamene in bakrene dobe. Iz bronaste dobe so bronasti predmeti in lončenina iz depojev, žarnih grobišč in naselbin. Iz starejše železne dobe pa je lončenina s Poštele in pripadajočih grobišč in iz mlajše železne dobe keltsko orožje ter lončenina. Iz rimskih vil rustik, posameznih objektov in gomil so železni in bronasti predmeti, lončeno in stekleno posodje ter kamniti spomeniki. Iz pozne antike so posode in  železno orodje, iz zgodnjega srednjega veka pa staroslovanska lončenina, orodje in nakit.
Etnološka zbirka
Etnološka zbirka zajema gradivo dveh kulturnih območij: alpskega s Koroško, Pohorjem in Kozjakom ter panonskega z Dravskim poljem, Slovenskimi goricami, Halozami in Prekmurjem. Najstarejši predmeti (lesene skrinje, kuhinjske omare, ognjiščna oprema) izvirajo iz 18. stoletja in ponazarjajo podeželsko bivalno kulturo, ki jo dopolnjuje značilno stensko okrasje (slike na steklo). Podobo gospodarskih dejavnosti kažejo poljedelsko, gozdarsko in tesarsko orodje ter pripomočki. Med mlajšimi gospodinjskimi aparati pa izstopata lesen pralni stroj Miele iz dvajsetih let 20. stoletja in hladilnik iz tridesetih let 20. stoletja.
Zbirka orožja
Zbirka orožja sodi po obsegu med največje zbirke v Sloveniji. Zajema orožje in opremo od poznega srednjega veka do sredine 20. stoletja. Med najstarejšimi predmeti so v zbirki frankovski meč iz 13. do 14. stoletja in bojni mlati z gibljivimi glavami iz 16. stoletja. Posebnost je lomilec mečev iz leta 1620. Poleg hladnega in starejšega strelnega orožja so v zbirki tudi umetelno izdelane lovske puške iz 18. in 19. stoletja, vojaške puške nekdanje avstro-ogrske armade in drugih vojska iz prve svetovne vojne.
Zbirka pečnic
V zbirki so lončene peči in pečnice, ki izvirajo iz širšega območja nekdanje dežele Štajerske. Najstarejše so iz 15. in prve polovice 16. stoletja. Izdelane so bile s pomočjo vlivanja v kalup. Na njih se pojavlja motiv vojščaka s helebardo, tako imenovani Landsknecht in viteza na konju. Med pečmi zaradi svojega bogatega reliefnega okrasja največjo pozornost zbuja peč iz 17. stoletja, ki izvira iz Rač.
Zbirka kositrnih vojakov
V zbirki so polni svinčeni vojaki in ploski kositrni vojaki, ki s svojimi oblačili in orožjem upodabljajo čas od antike do konca 19. stoletja. Motivi zajemajo preproste oblike ljudi in živali pa tudi zapletene prizore, ki ilustrirajo vojaške bitke in druge pomembne zgodovinske dogodke.
Zbirka razglednic
V zbirki so razglednice iz konca 19. stoletja (izdelane večinoma v tehniki litografije) in iz prve polovice 20. stoletja (večinoma barvne razglednice). Motivi na njih prikazujejo predvsem Maribor in okolico. 
Numizmatična zbirka
V zbirki so najstarejši novci iz rimskega obdobja. Srednjeveški izvirajo iz kovnic v Kamniku, Slovenj Gradcu, Kostanjevici, Velikovcu, Brežah, Gradcu, na Ptuju in Dunaju. Iz novega veka so novci Habsburške cesarske hiše, iz 20. stoletja pa novci iz širšega evropskega prostora, Južne Amerike, Azije in Bližnjega vzhoda.
Zbirka praporov
Zbirko sestavljajo prapori in zastave iz sredine 19. do prve polovice 20. stoletja. Med zanimivejšimi so zastave meščanske garde iz leta 1791, mariborske narodne garde iz leta 1848, prapor telovadnega društva Maribor iz leta 1887 in prapor društva Schlaraffia iz Maribora.
Zbirka fotografij
Zbirko sestavljajo družinski albumi s fotografijami iz konca 19. stoletja, portreti vojakov iz prve tretjine 20. stoletja in fotografije družabnih dogodkov. 
Zbirka pohištva
Zbirko sestavljajo kakovostno izdelani predmeti iz obdobij od gotike do secesije. Glavnina gradiva je od druge polovice 17. do konca 19. stoletja. Od zvrsti so v zbirki najbolj zastopane skrinje, komode, tabernakeljske omare, sekreterji in različno sedežno pohištvo. Večino zbranega pohištva so uporabljali v štajerskih, koroških in prekmurskih gradovih, dvorcih, meščanskih hišah ter kmečkih domovih.
Zbirka likovne umetnosti
Zbirko sestavljajo kiparska in slikarska dela ter grafike iz obdobja od 14. do 20. stoletja. Med kiparskimi izstopajo dela mariborskega baročnega kiparja Jožefa Strauba, nagrobniki in grbovne plošče. Med sakralnimi slikarskimi deli so najpomembnejše oltarne podobe štajerskega slikarja Hansa A. Weissenkircherja, med profanimi pa dela evropskih slikarjev 17. in 18. stoletja (M. Bechtl, F. Snyders, J. Fyt, P. van Kessel, A. Mezzadri, J. H. Schönfeld, I. Flurer, T. Porta). Med grafikami (17. do 20. stoletje) imajo pomembno mesto vedute Maribora in nekaterih drugih krajev na Štajerskem.
Obrtna zbirka 
Zbirka priča o obrtni dejavnosti na območju Maribora in v širši pokrajini. Zastopani pa so tudi tuji izdelki. Med kovinskimi so zbrani predmeti iz železa, brona, medenine, kositra, bakra in plemenitih kovin iz 16. do 20. stoletja. Med keramičnimi izdelki so predmeti iz žgane gline, beloprstene keramike, fajanse, porcelana in kamenine iz 14. do 20. stoletja. Najpomembnejša je zbirka pohorskega stekla, ki priča o steklarstvu na Pohorju zlasti v 19. in na začetku 20. stoletja.
Zbirka ur
V zbirki ur so zbrani izdelki domačih in tujih urarskih delavnic iz 17. do 20. stoletja. Zastopane so sončne ure, visoke stoječe astronomske ure z zapletenimi mehanizmi, manjše stoječe tabernakeljske ure z lesenimi ohišji in kovinskimi dodatki. Empirske stoječe ure imajo bogato figuralno, živalsko in rastlinsko okrasje. V zbirki so tudi za bidermajer značilne ure v obliki slike, košarice in ure v okviru. Historistično oblikovane ure kažejo novogotske, novorenesančne in novobaročne oblike. Zbirka zajema tudi železne in lesene stenske ure na uteži, žepne ure ter budilke.
Zbirka svetil
Zbirka svetil (17. do 20. stoletje) zajema lestence iz stekla, lesa in kovin, ki kažejo različne slogovne značilnosti. Kovani železni svečniki, laterne, leščerbe, čelešniki, oljenke in lojevke so preprosti kovaški izdelki. Značilnosti posameznih slogov pa kažejo predvsem večramni svečniki. Zastopana so tudi svetila na olje, Argandove svetilke in petrolejke. Med svetili za sakralno rabo pa prevladujejo oltarni svečniki in večne luči. V zbirki so tudi razni pripomočki: škarje za stenj, senčniki za sveče, hranila za kresilo in vžigalniki.
Zbirka glasbil 
Zbirko glasbil (18. do 20. stoletje) sestavljajo godbena glasbila, povezana z mestnim glasbenim življenjem (bobni mariborske mestne straže), pihala, trobila, godala, brenkala in instrumenti s tipkami. Med predmeti z značkami izdelovalcev je največ glasbil dunajskih in graških mojstrov, nekateri pa so bili izdelani v Linzu, Nemčiji in Franciji. Edino delo domačega mojstra je diskantna flavta Ptujčana Michaela Pöhma iz okrog leta 1800. V zbirki sta tudi klavir s kladivci iz leta 1792 in prenosne orgle iz grajske Loretanske kapele. 
Lekarniška zbirka
Lekarniško zbirka zajema gradivo iz 17. do 20. stoletja. Sestavlja jo oprema lekarniških prodajnih prostorov (recepturna miza, lekarniške omare, steklene, lesene, keramične in kovinske lekarniške stojnice) in laboratorijska oprema (terilnice, možnarji, tehtnice, uteži, talilniki). Večina predmetov izvira iz nekdanjih lekarn v Mariboru in drugih štajerskih, prekmurskih ter koroških lekarn. Najstarejši predmeti so bili v uporabi v samostanskih lekarnah v Olimju (lesene posode z napisi) in v Slovenski Bistrici (možnar iz leta 1614). 
Zbirka okvirov
Zbirko sestavljajo predmeti, ki so tesno povezani s slikarstvom in bivalno kulturo. Iz 17. stoletja je v zbirki okvir hišnega oltarja, ki kaže značilnosti sočasne oltarne arhitekture. Okviri iz 18. stoletja skozi spreminjajočo ornamentiko, razgibane obrise in različne profile zrcalijo baročno raznolikost. Najštevilčnejše zastopani so okviri iz 19. stoletja, ki kažejo značilnosti empira, bidermajerja in historizma. Med ogledali izstopa poznorenesančno ogledalo iz 17. stoletja, v zbirki pa so prav tako stenska, toaletna, stoječa in v pohištveno opremo vključena ogledala.
Zbirka mode 
Zbirka mode predstavlja osrednjo tovrstno zbirko v državi. V zbirki so plemiška in meščanska modna oblačila od 17. stoletja naprej. V njej je pester in bogat nabor ženskih, moških in otroških oblačil, obutve, pokrival, raznovrstnih modnih dodatkov, modnih grafik in modnih časopisov. 
Zbirka uniform 
Zbirka zajema vojaške in civilne uniforme. Med vojaškimi so uniforme in oprema avstrijske, nemške in francoske vojske pred letom 1918, uniforme iz prve in druge svetovne vojne ter uniforme iz prve in druge Jugoslavije. Od civilnih so v zbirki uniforme uradništva, gasilstva, sokolstva, železnic, carine, pošte, policije, letalstva in redarske službe. 
Zbirka liturgičnega tekstila 
Zbirka liturgičnega tekstila zajema gradivo iz obdobja od sredine 17. stoletja do sredine 20. stoletja. Sestavljajo jo liturgična oblačila (mašni plašči), mašne garniture (mašni plašči s paramenti) ter posamezni deli paramentov (štole, pale, burse, maniplji, velumi). V zbirki so tudi mašne blazine, ogrinjala ciborija, prti in različni vzorci blaga.
Zbirka tekstila različnih namembnosti 
Zbirka zajema vzorce tekstila, vezenine, čipke, tapiserije, gobeline, pregrinjala, preproge, prte in prtičke, zavese, prevleke za blazine, okrasne obrobe, robce, pasove za zvonce in grelce za čaj. Gradivo sodi v 19. in 20. stoletje.

## Konserviranje in restavriranje
V delavnicah s pomočjo različnih preiskav, postopkov in materialov konservirajo in restavrirajo predvsem leseno (pohištvo, umetno obrtne in etnološke predmete), kovinsko in keramično gradivo (arheološki, etnološki in umetno obrtni predmeti, zgodovinsko orožje, numizmatika), občasno pa tudi predmete iz drugih materialov (kamen, steklo, porcelan, usnje, tekstil). Z metodami preventivne konservacije pa uravnavajo mikroklime v depojskih in razstavnih prostorih.

## Knjižnica
Knjižnica Pokrajinskega muzeja Maribor je specialna knjižnica, ki z zbiranjem, urejanjem in hranjenjem knjižničnega gradiva podpira temeljno dejavnost muzeja. Knjižni fond zajema domače in tuje monografske in periodične publikacije s področja arheologije, etnologije, antropologije, zgodovine, umetnostne zgodovine, muzeologije, konservatorstva in restavratorstva ter publikacije vezane na posamezne muzejske zbirke. 

## Pedagoško in andragoško delo
Ob učnih urah in vodstvih šolarjev po razstavah izvaja muzej tudi samostojne pedagoške programe: muzejski abonma, grajsko poletje, velike stvaritve malih mojstrov in mali simpozij. Odraslim pa so namenjena vodstva po razstavah in programi muzejski klub, muzejski večeri in oživljeni predmeti.

## Nagrade in priznanja
- 2013: Valvasorjeva nagrada za projekt Evropa v muzeju – muzej v Evropi[1][2]